# Kína nagysebességű vasúti közlekedése

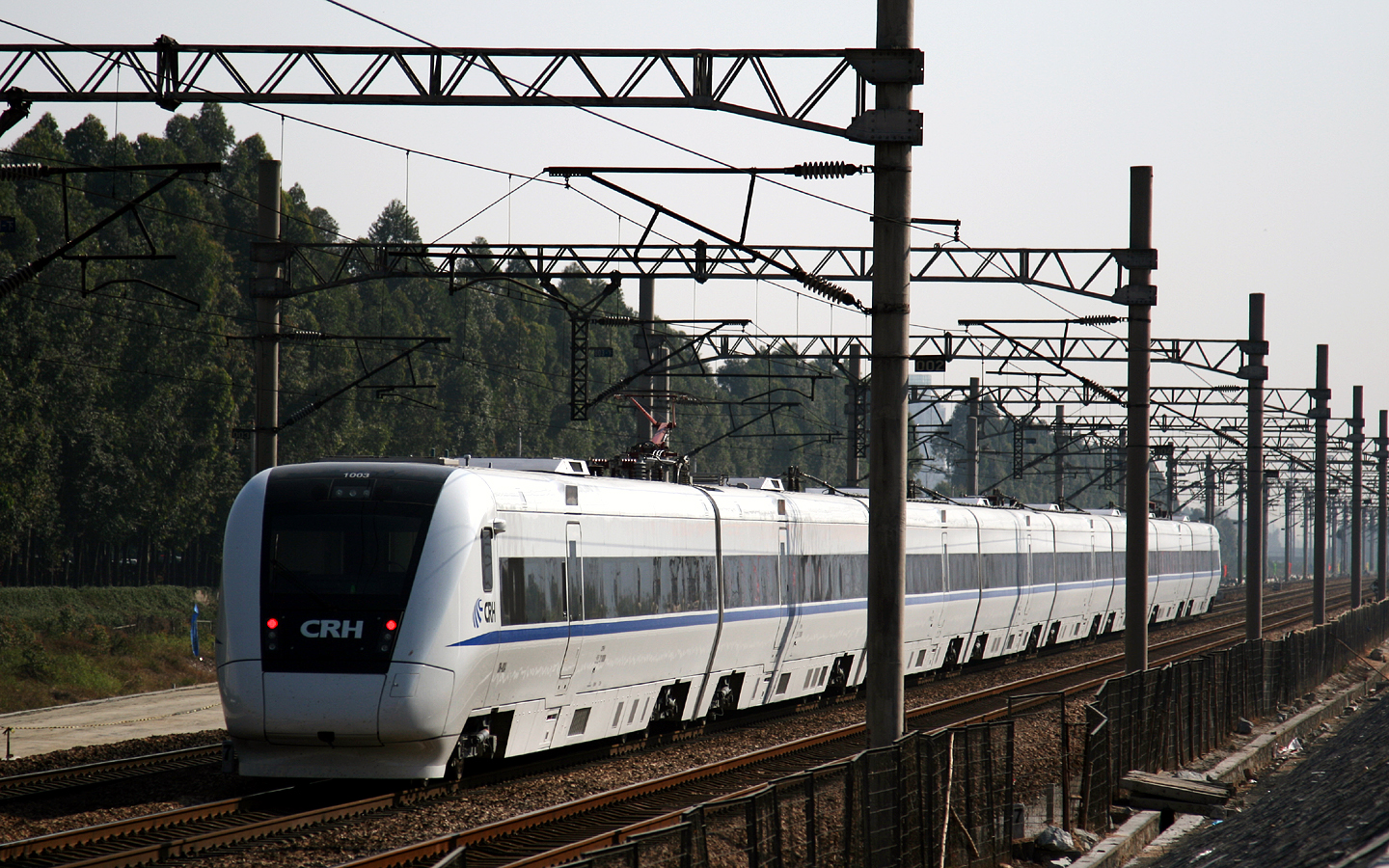
CRH1 motorvonat

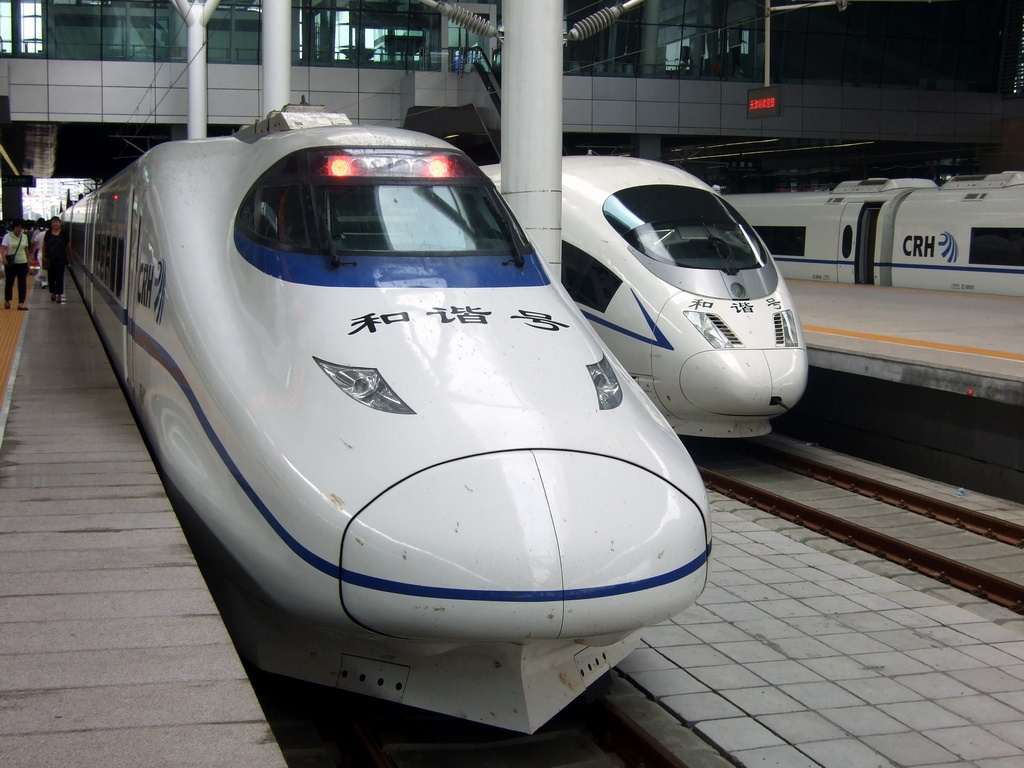
CRH2C motorvonat

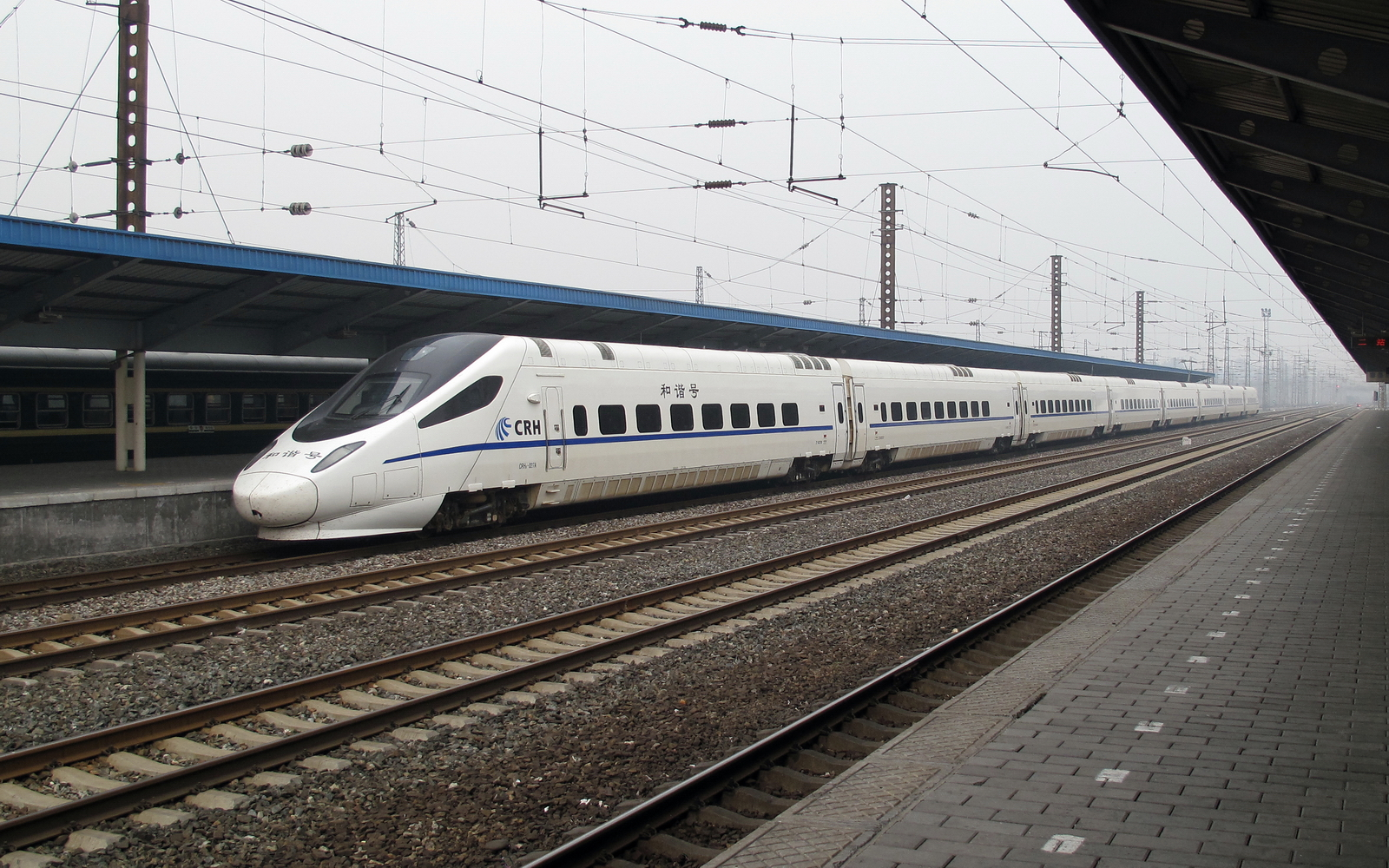
CRH5A motorvonat

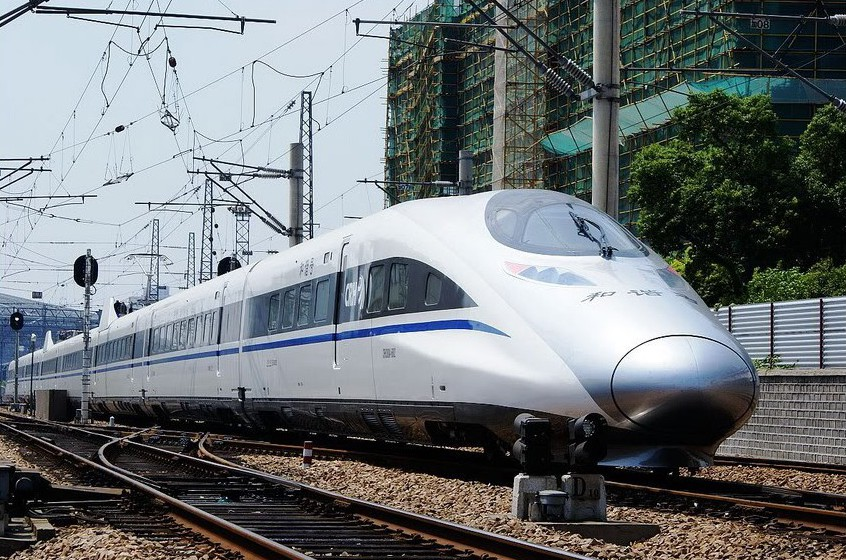
CRH380A motorvonat

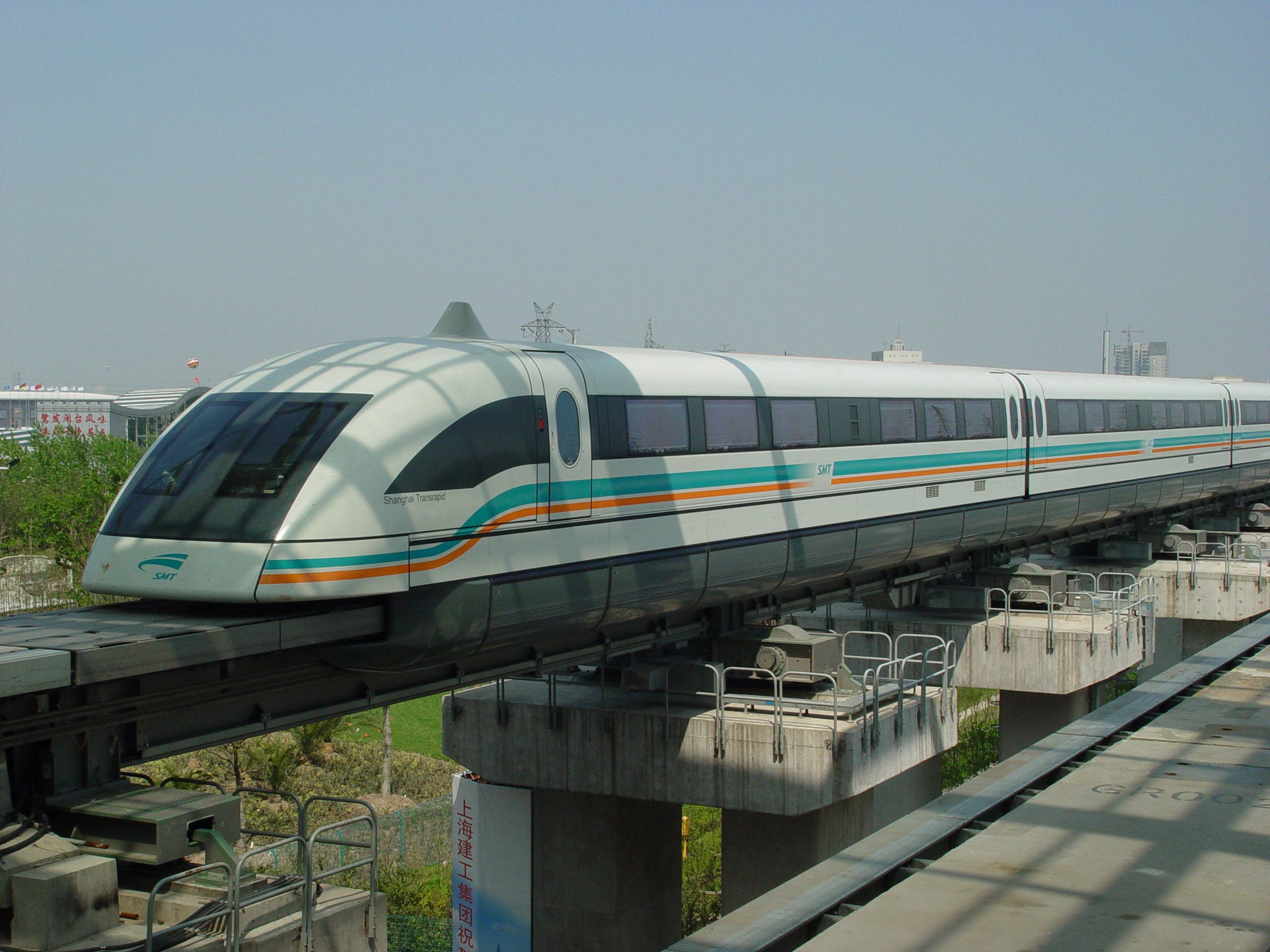
Sanghaj maglev vasút

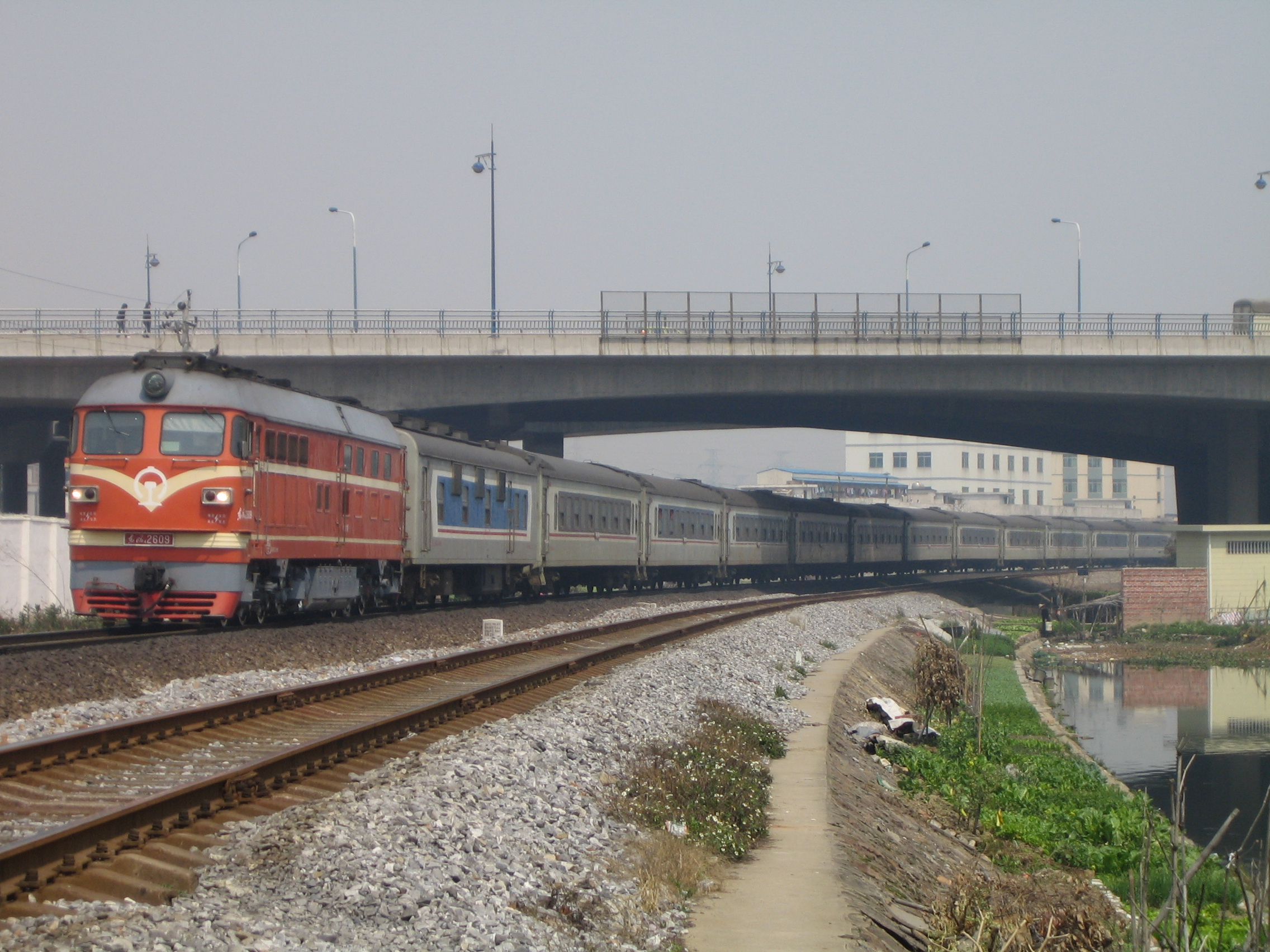
Hagyományos nagysebességű dízelmozdonyos távolsági vonat az 1990-es években Kínában

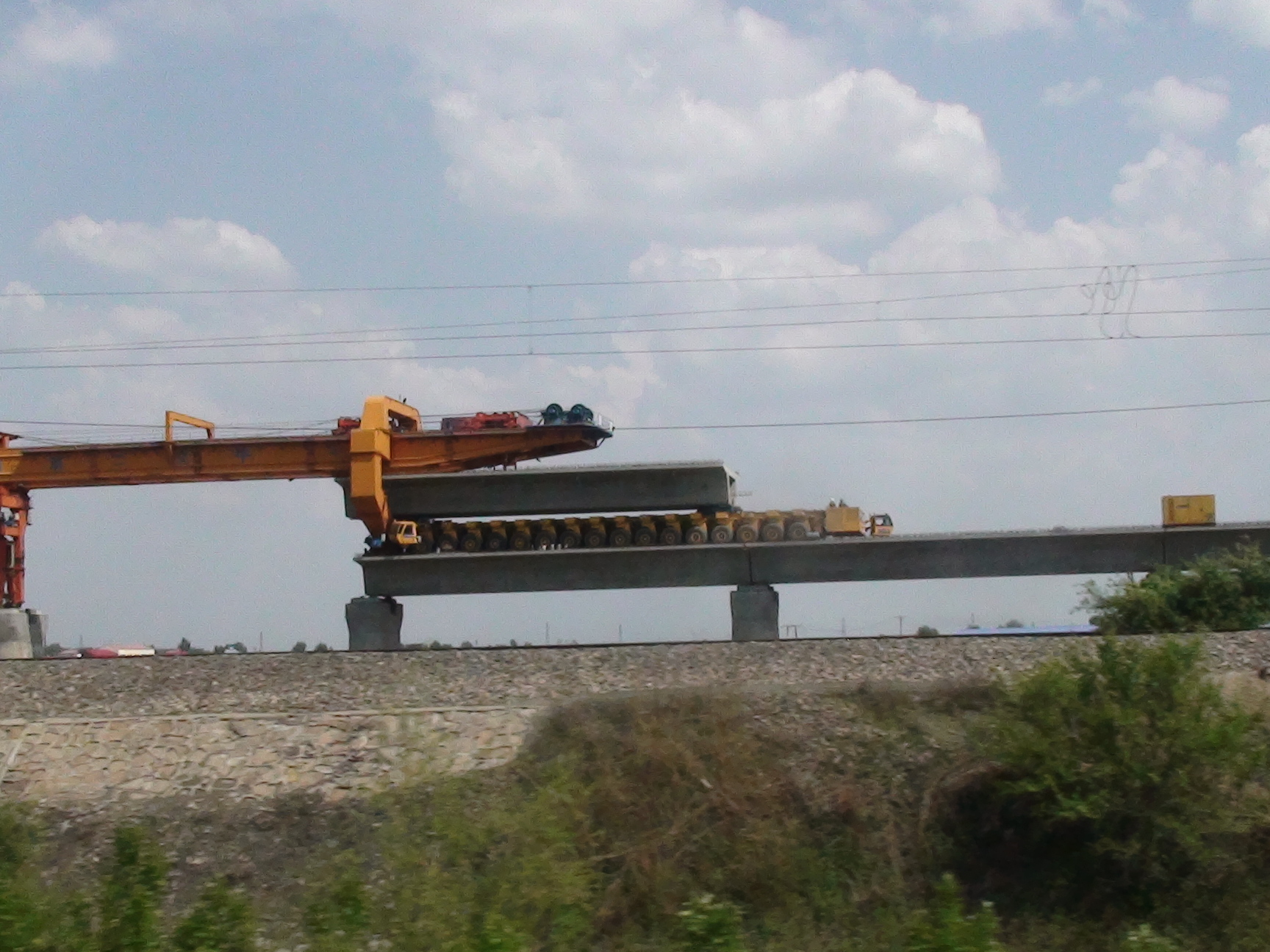
A Hada nagysebességű vasútvonal építése

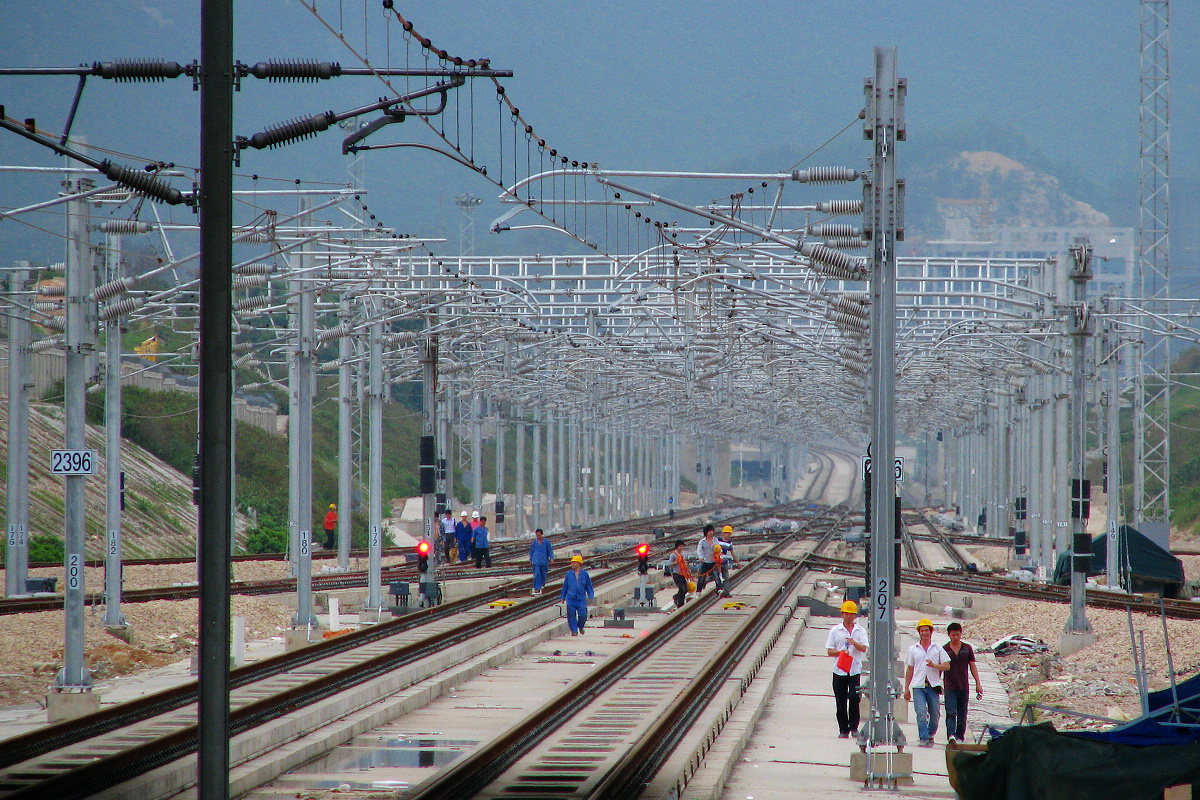
A Kanton–Sencsen–Hongkong nagysebességű vasútvonal építése

Kína nagysebességű vasúti közlekedését a China Railway High-speed üzemelteti. Kínában található a világ leghosszabb üzemelő nagysebességű vasúthálózata, melynek hossza 2011 elején még csak 6 299 km volt, de ez az év végére 9 867 km-re nőtt. 2021 végén 40 474 km hosszúságú nagysebességű vonal volt üzemben, 2025 közepére pedig elérte a 48 000 km-et.
A Kínai Népköztársaság nagysebességű vasúthálózata a világ leghosszabb és legkiterjedtebb hálózata, amelynek teljes hossza 2022 végén elérte a 42 000 kilométert. A nagysebességű vasúthálózat újonnan épített, 200–350 km/h tervezési sebességű vasútvonalakat foglal magában. A kínai NSV a világ összes nagysebességű vasúthálózatának hosszának a kétharmadát tette ki 2019-ben. Az NSV-vonatok, a pálya és a szolgáltatás szinte teljes egészében a China Railway Corporation tulajdonában van és a China Railway High-speed (CRH) márkanév alatt működik.
A nagysebességű vasút a 2000-es évek közepétől kezdve gyorsan fejlődött Kínában. A CRH-t 2007 áprilisában vezették be, és a 2008 augusztusában megnyitott Peking–Tiencsin nagysebességű vasútvonal volt az első, utasoknak szánt NSV-vonal. Jelenleg a NSV minden tartományi szintű közigazgatási egységre és Hongkongra kiterjed,  Makaó kivételével. 2020 végére az NSV-hálózat teljes hossza elérte a 38 000 km-t. Ha az NSV-építési boom folytatódik, akkor az NSV-hálózat 2035-re eléri a 70 000 km-t.
Kína nevezetes NSV-vonalai közé tartozik a Peking–Kanton nagysebességű vasútvonal, amely 2298 km-ével a világ leghosszabb működő NSV-vonala, valamint a Peking–Sanghaj nagysebességű vasútvonal, amely a világ leggyorsabban működő hagyományos vonatjáratai közlekednek. A Sanghaji lebegő mágnesvasút a világ első nagysebességű kereskedelmi mágneses lebegtetésű ("maglev") vonala, amelynek vonatai nem hagyományos pályán közlekednek, és 430 km/h csúcssebességet érnek el. 2020-ban Kína megkezdte egy 600 km/h sebességgel közlekedő maglev vonat prototípusának tesztelését, és 2025-re tervezi a bevezetés időpontját.
Gazdasági szempontból kezdetben aggályok merültek fel, különösen Kínán kívül, a nagysebességű vasút költségeit, adósságát és jövedelmezőségét illetően. A Paulson Intézet kutatása azonban úgy becsülte, hogy a nagysebességű vasút nettó haszna a kínai gazdaság számára körülbelül 378 milliárd amerikai dollár, a befektetés éves megtérülése pedig 6,5%. 2021-ben a kínai állami vasúttársaság is megfogadta, hogy a nagysebességű vasúti hálózat termelékenységének és hatékonyságának javítását célzó reformok elsőbbséget élveznek, nem pedig a pályakilométerek növelésére összpontosít.
A Világbank 2019-es tanulmánya a kínai nagysebességű vasúthálózat gazdasági megtérülési rátáját 8 százalékra becsülte, ami jóval meghaladja a tőke alternatív költségét Kínában a nagyobb hosszú távú infrastrukturális beruházások esetében. A tanulmány számos előnyt is megemlített, amelyek közé tartozik az utazási idő lerövidülése, a biztonság javulása, a turizmus, a munkaerő és a mobilitás jobb elősegítése, valamint az autópályák zsúfoltságának, a baleseteknek és az üvegházhatású gázok kibocsátásának csökkenése, mivel az autóval utazók egy része az autóhasználatról a vasútra tér át. Az intézmény azt is megállapította, hogy "a különböző jövedelemszintű utazók széles köre választja az NSV-t a kényelem, a biztonság és a pontosság miatt."

## Története
A Kínai Népköztársaság GDP-növekedése évtizedek óta átlagon felüli. A növekedés fenntartásában – a szállítási rendszer kiépítése – döntő szerepet játszik. A vasút vonalhálózata Kínában egy olyan időben alakult ki, amikor a gyarmati uralom miatt a kikötőkkel való kapcsolat fontossága elsődleges volt és a vasútépítés nem az ország hálózatának fejlesztése érdekében történt. A kínai vasúthálózat az előző évszázadban nagyon ritka volt, azért a múlt század második felében a függetlenség elnyerése, majd a politikai nyitást követően kitűnt, hogy a vasút politikai jelentősége nagy, az ország fejlődésére nézve pedig akadályozó tényező lett. Az ország népsűrűsége területenként igen különböző, a nyugati síkságokon rendkívül nagy a népsűrűség. Az országban az ipar gyorsan fejlődik és mindenekelőtt a sűrűn lakott tengerparti övben. Ezzel szemben sok természeti kincs található a távol eső országrészekben.
A szállítási rendszer fejlesztése a modernizálódó Kína számára igen fontossá vált. A kínai vasúti hálózat hossza 1949-ben a Népköztársaság alapításakor alig 21 000 km volt. A hálózat hossza 1968-ban már 53 000 km-t, 2008-ban pedig 86 000 km-t tett ki.

### A nagy sebesség irányában történő fejlődés
Kína mintegy 5 000 km-es kiterjedése – úgy kelet–nyugati, mint észak–déli irányban is – azt eredményezte, hogy a nagy távolságú személyszállításban a repülőgép lett az uralkodó közlekedési eszköz. A lakosságnak a keleti part menti területen történt koncentrációja és ott számos milliós város, melyek között viszont 100–1000 km-es távolság dominál, igen nagy, gyorsan növekvő közlekedési áramokat és ehhez hatékony, tér- és energiatakarékos szállítóeszközöket igényel, olyanokat, amilyenek a vasúti közlekedés fejlesztésének kedveznek. A „rendszerkülönbség” a klasszikus kerék-sín vasúttechnika és a mágneses vasút között a legnagyobb keresletű vonalak esetében sokáig nyitott maradt.
Végső soron azonban az alapvető viszonyok Kínának is a hagyományos kerék-sín vasúti rendszer következő előnyeit eredményezik:
- a vasúti pályaépítés egyértelműen alacsonyabb költségei,
- interoperabilitás a meglevő hálózat és az új nagysebességű pályák között és ezáltal
  - a fokozatos kiépítés lehetséges,
  - a meglevő vonalak együttes használatba vétele, valamint a meglevő vonalak fejlesztése lehetséges,
  - olyan vonalak, melyek személyszállító vonatokkal nincsenek leterhelve, a nehéz tehervonatok számára is használhatók
  - a legnagyobb sebességhatár-értékek hosszú időre nem beláthatók (lásd a francia sebességi rekordokat)
  - az egyes vonatok nagy kapacitása nagy vonatsűrűséggel, valamint korszerű vezetési és irányítási technikával,
  - rugalmas vágánytopológia bevált váltórendszerekkel nagy elágazási sebességek való közlekedés számára.

Mintegy 15 éve a Kínai Vasúti Minisztérium intenzíven foglalkozik a nagyobb sebességű vonatok és vonalak fejlesztésével. Ennek során Kína számos külföldi vasútnál és cégnél konzultált és használta fel sok ország technikáját a kínai viszonyokra illesztve fejlesztette azokat tovább a saját igényei szerint. Ez idő alatt Kínában 2010-ig már több mint 7500 km nagysebességű vonalat helyeztek üzembe.

### A nagy sebesség megvalósítása
A kínai nagysebességű hálózat kiépítése során a következő célkitűzések álltak előtérben:
- A nagy lakosság nagyszámú, rendkívüli mértékű utazási igényeinek kielégítése
- Az országrészek egyenletes mértékű fejlesztése,
- illetve az országrészek attraktivitásainak a sűrűn lakott nyugati parton kívül az agglomerációkkal történő gyors összekötése.
- Egy energiahatékony és a lakosság széles köreiben megfizethető fizetési mód alkalmazása.
- A vasútnak fontos hozzájárulása van az ország szocio-ökonomikus fejlődéséhez. A nagysebességű vonalak Kínában történő kiépítése a következő fokozatokra osztható:
  - Meglevő vonalak 200–250 km/h-es legnagyobb sebességre történő kiépítése, melyeken vegyes vasútüzem folyik.
  - Új építésű, 250 km/h legnagyobb sebességre alkalmas vonalak építése, melyeken ugyan a nagysebességű forgalomnak elsőbbsége van, azokat bizonyos korlátozásokkal teherforgalomra is használják.
  - Kizárólag távolsági személyforgalomra szolgáló új építésű vonalak 350 km/h-s sebességű közlekedésre alkalmas kivitelben.

A kínai vasút 1997 és 2007 között a sebességet 6 lépcsőben emelte. 3200 km vonalhosszon 200–250 km/h legnagyobb sebesség volt elérhető. A távolsági személyszállító vonatok átlagos utazási ideje 10 év alatt több mint a felével csökkent. Tehát eddig több mint 7 500 km legnagyobb sebességű vonalat vettek üzembe (az új építésekkel együtt), s ebből 4 300 km új építésű, 2 100 km-nyi vonal 350 km/h-s vonatok közlekedésére alkalmas, 2 200 km pedig 250 km/h-sokéra.

### A nagysebességű vasúti közlekedés fejlesztésének tervezése
Kína 2008-ban egy közép- és hosszú határidős tervet dolgozott ki nagysebességű vonalhálózatának és a teljes vasúti hálózatának 2020-ig történő kiépítésére. A cél az, hogy a vasúthálózat kiépítési hosszúságát 120 000 km-re növeljék, és ezen belül 2020-ig 12 000 km nagysebességű vonalat létesítsenek. Négy észak–déli és négy kelet–nyugati korridort terveznek, melyekkel az ország egész nyugati részét hurokszerűen kötik össze. A Kelet–Nyugat kapcsolatok célja az, hogy az ország középső részét erősebben betelepítsék és a keleti parti övezet tehermentesíthető legyen. Ehhez jönnek még rövidebb nagysebességű szakaszok egyes torlódásos területeken.

### Nagy kapacitás a vasútvonalak kiépítése és a forgalom szétválasztása révén
Az új építésű nagysebességű vonalak célja, hogy a forgalom nagysebességű korridorokban a jövőben távolsági személy- és teherforgalomra egyidejűleg legyen megvalósítható egymástól elválasztott vonalakon. Nagy távolsági személyforgalmú vonalakon a távolsági személyforgalomban a vonatoknak 350 km/h sebességgel kell közlekedniük. Ezekkel a vonalakkal párhuzamos vonalak állnak rendelkezésre. Ezek tehermentesítik a távolsági személyforgalmat. A nagysebességű vonalak így nagymértékben tehermentesítik a tehervonati forgalom számára szükséges kapacitást.
A tehervonatok terhelése 5-6000 tonna. Nagy terhelésű tehervonatok, 10 000 tonnáig terjedhető terheléssel az ún. Montan-forgalomban nagy jelentőséggel bírnak. Továbbá nagy jelentősége van azoknak a tehervonatoknak, melyek emeletes konténerekkel megrakottak és nagy terheiket mindenekelőtt a kikötőkbe szállítják. Az átépített és az új építésű vonalakon a legfeljebb 250 km/h sebességű közlekedés esetén a személyszállító vonatokkal együtt közlekednek a hagyományos, klasszikus távolsági személyvonatok, de még 5 000 tonnáig terjedő terhelésű lassú tehervonatok is.
Megemlítendő, hogy a rövidtávú személyforgalomnak klasszikus értelemben a kínai vasúton csak viszonylag csekély jelentősége van. Ezt a feladatot az agglomerációban azok a metrórendszerek töltik be, amelyeket ugyancsak gyorsan fejlesztenek. Így a Metró Pekingben részben hosszú vonalakon a városközponttól távoli környezetébe is eljut. Viszonylag nagy megállótávolságok miatt nagy utazási sebesség adódik. A rövidebb távolságokat autóbuszokkal és trolibuszokkal teszik meg.
A régióknak az új és kifelé irányuló vonalakkal való kapcsolatára, valamint a nagysebességű vonalak építésével együtt a konvencionális vonalakkal párhuzamosan, ugrásszerűen növekszik a teherforgalom kapacitása.
A hatalmas mértékű vasútfejlesztés megbolondította a világpiacot is. Kínának ugyanis a sínek és egyebek gyártásához olyan mennyiségben volt szüksége acélra, ami már a világkereskedelmi szinten is jelentősnek számított. Szakértők szerint 2006 és 2011 között kb. 25-30%-kal emelkedett az acél világpiaci ára a kínai vasútépítések következtében.

### A vezérlés- és biztosítási technika
A Kínai Vasút is digitális GSM-R vasúti rádióval szereli fel vasútvonalait. A nagy teljesítményű vonalakon az ETCS-ből vezérelt Train-Control System CTCS van használatban. Ez az ETCS Level 1-hez hasonlít és aktív eurobalízokkal működik, melyek jeleket vezérelnek. Itt egy korlátlan keveréküzem lehetséges. A 250 km/h fölötti sebességek esetén ETCS Level 2 kerül használatba. Itt a menetparancsok továbbítása a vontatójárműre GSM-R-en keresztül történik. A vonalon passzív balizok vannak a vonat vezérlésére.

### Az infrastruktúra szerkezeti kialakítása

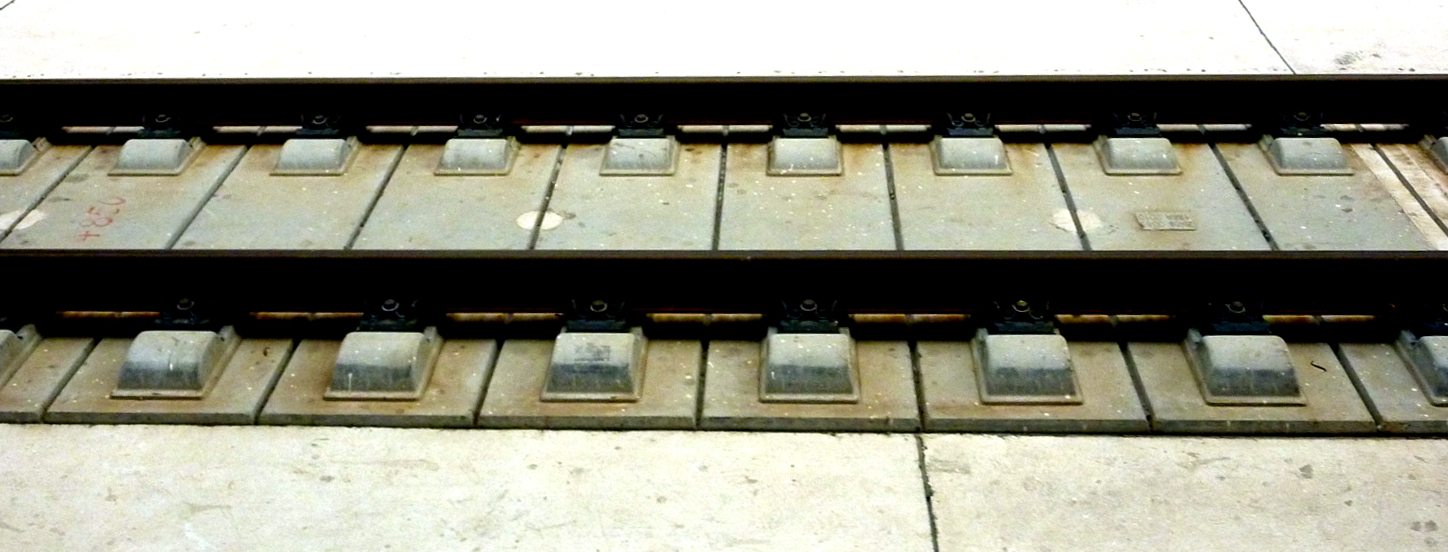
Zúzottkő nélküli sínpálya

250 km/h-ig terjedő sebességekkel részben a korábban kiépített, részben pedig az új építésű vonalakon közlekednek. Itt gyakori a vegyes üzemű személy- és teherforgalom fenntartása. A 350 km/h sebességre is alkalmas új vonalakon, hosszú szakaszokon részben kiépített, részben az újonnan épített vonalakon közlekednek. Itt a vegyes üzemeltetésű vonalakon ismert zúzottkőmentes felépítmény van használatban. A legfeljebb 350 km/h-ig alkalmas új vonalak hosszú szakaszokon megfelelően vannak alátámasztva. A betontáblás szilárdpálya számos változatát megvizsgálták és kutatták. Különösen a német fejlesztéseket próbálták ki és ennek alapján azok a most alkalmazott típusok alapját képezik. Így sikerült a vizsgált típusok számára csekély karbantartási ráfordítást és nagy helyzetpontosságot megvalósítani.
Kedvezőtlen geológiai alapokon az alépítményt úgy alakították ki, hogy lösz és karszt talaj esetén az olyan legyen, hogy alkalmas lehessen a zúzottkő-felépítmény és a szilárd pálya esetében is a csekély eltolódásokat megbízhatóan elviselni. Pl. a vonat a Peking–Tiencsin nagysebességű vasútvonalon lágy és vizes talajt érint. A Vuhan–Kanton vonal karsztos talajú, Zhengzou–Klan vonal altalaja lágy lösz.

### Hidak és alagutak

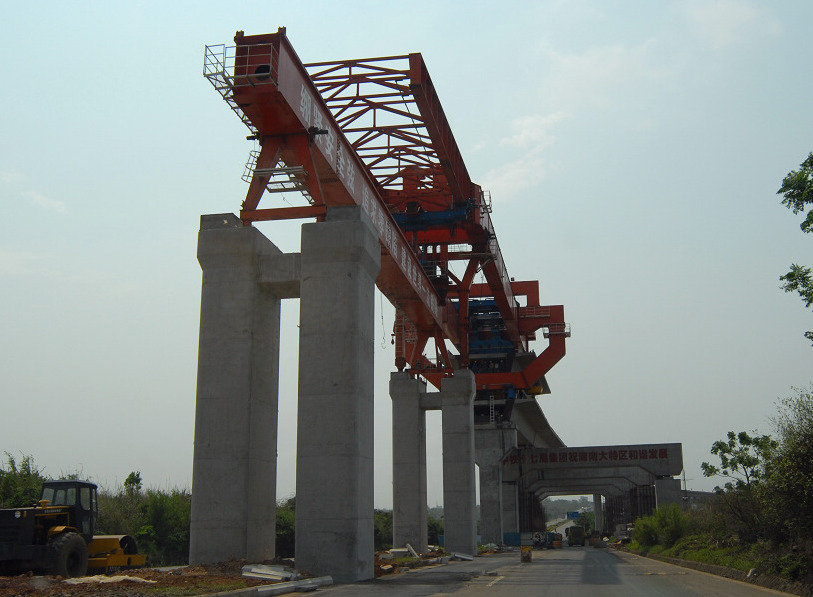
Építkezés Kínában

A 350 km/h-s nagysebességű vonalakat nagy távolságokon keresztül a terepszint felett, állványokon vezetik. A 900 tonna súlyú hídalkatrészeket speciális járművekkel juttatják el az építés helyére és ott beemelik azokat. Különleges figyelmet érdemelnek a hosszú hidak, a folyók és a tengerszorosok fölött. A Nanking-nál levő Hengguan-híd a Jangce folyó fölött hatvágányos, ebből 2 vágány 350 km/h sebességre alkalmas. A fesztávolságok 108 m, 192 m, 336 m, 336 m, 192 m és 108 m értékűek. A Tianxingzhon híd Vuhanban éri el a legnagyobb, 504 m fesztávolságot. Miközben a tágas, partközeli síkságokon sokszor nincs alagút, és a kelet–nyugati irányban futó „horizontális” vonalak találhatók, addig a hálózat keleti szakaszán részben magas hegyek és hosszú alagutas szakaszok is vannak. A nagysebességű vonalak nagyvonalú terepparaméterei folytán számos és egyre hosszabb paraméterű alagutak szükségesek. Jelenleg csaknem 8 000 km vasút épül alagutakkal és további 7 600 km építését már tervezik. Túlnyomórészt kétvágányos vonalakat építenek, az alagút bejáratánál átmeneti zónát alakítanak ki. Mindeközben az alagútépítési folyamatban nehézkes talajviszonyokkal is szereztek tapasztalatokat. Ilyenkor különböző építési eljárások is alkalmazásra kerülnek. Kínában is különböző Karszt-régiókon kell áthaladni. Így különböző építési technikákat fejlesztettek ki, hogy a karsztbarlangok nagy nyomással benyomuló víz problémái uralhatóak legyenek. Kína északi részén olyan löszhegyek vannak, melyeknél az alagútépítés ugyancsak különleges kockázatokat rejteget és a hegy szilárdsági állékonysága csekély. Itt az alagút keresztmetszetét több helyen kibővítik.

### Forgalmi fordítókorongok igen nagy utasforgalom számára

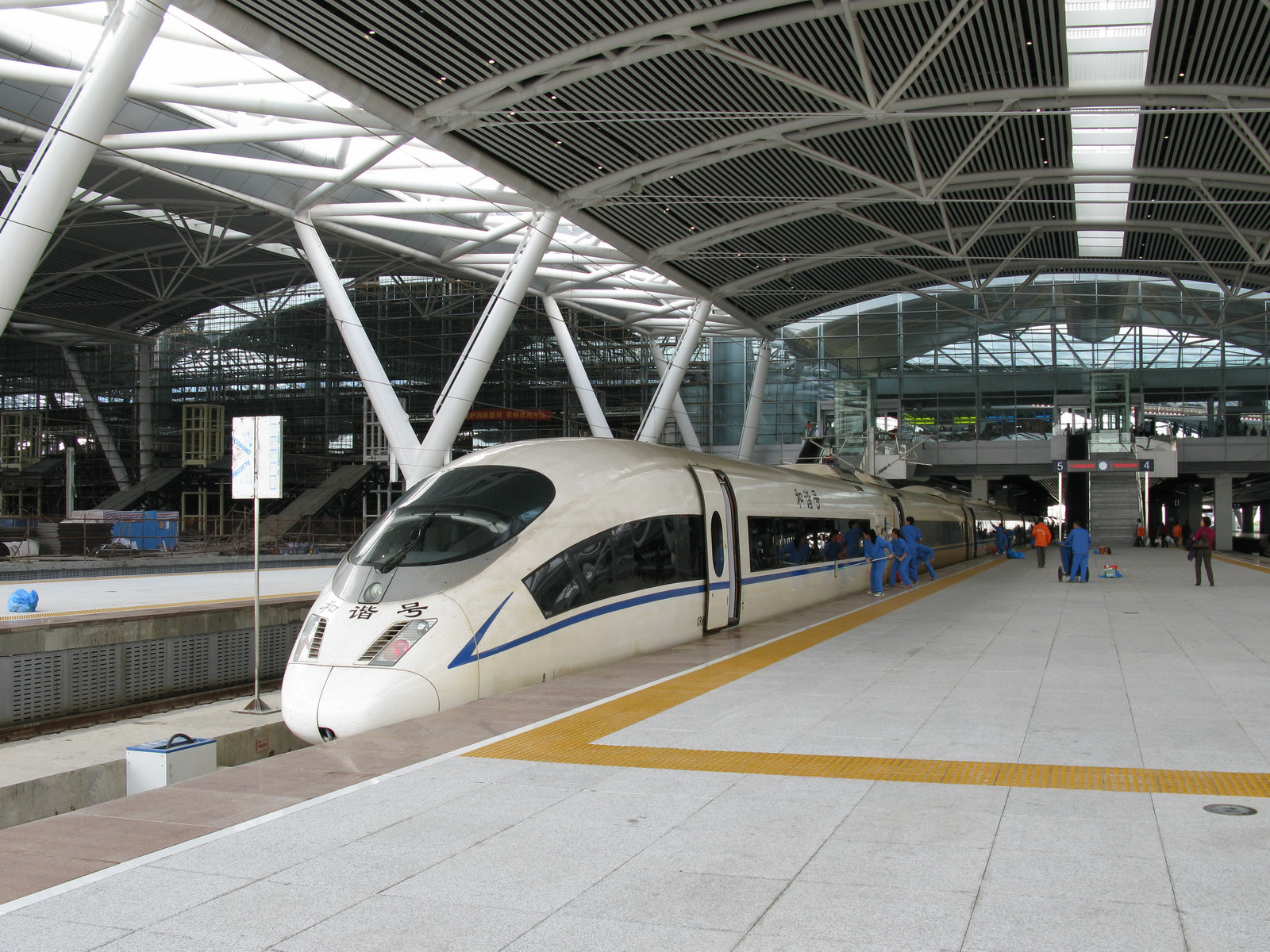
Kanton Déli pályaudvar peronja egy CRH3 motorvonattal

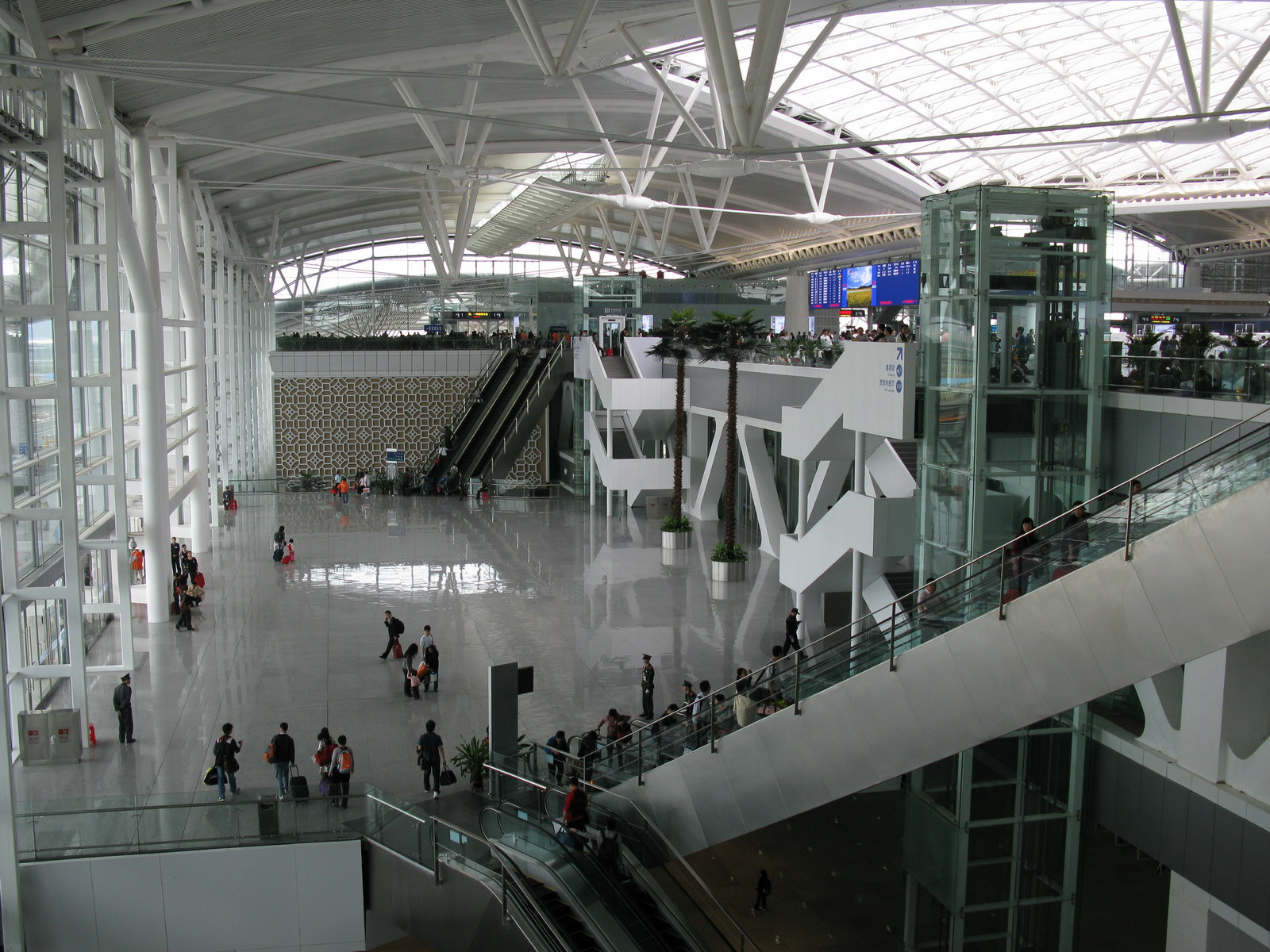
Kanton Déli pályaudvar váróterme

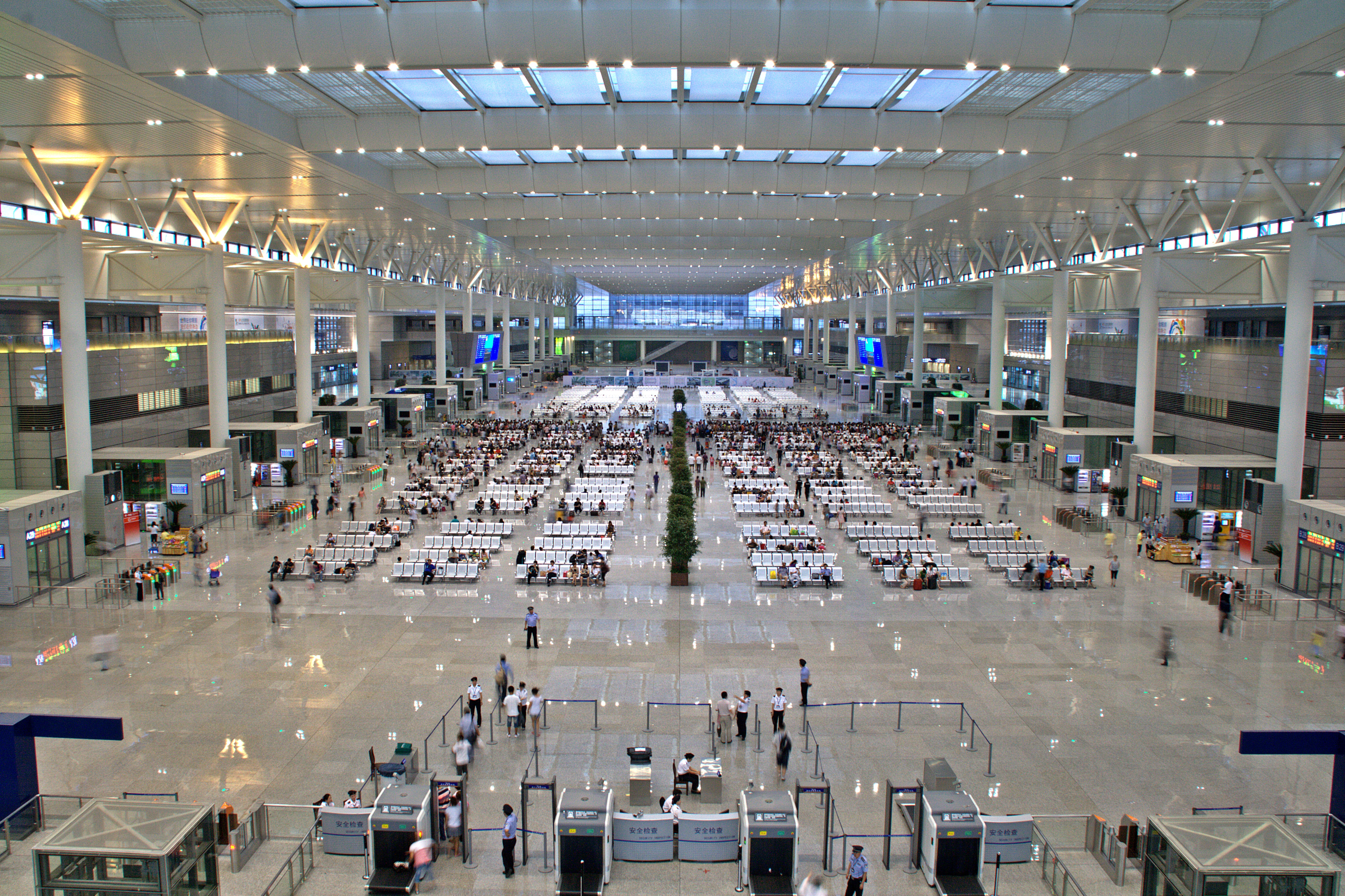
Sanghaj Hungcsiao pályaudvar váróterme

Azok a pályaudvarok, melyeken a nagysebességű vonatok megállnak, a konvencionális vonatokkal együtt vannak használatban. A földalattikhoz és autóbuszokhoz optimális csatlakozásuk van és nagy sűrűségű forgalmi fordítópontokkal rendelkeznek. A gyorsan növekvő forgalom útjában nagyszámú új forgalmi állomás keletkezik. Így Pekingben a tradicionális Peking Főpályaudvar mellett már néhány évvel ezelőtt felépült az óriási Peking Nyugati pályaudvar, sokan ezen a kapun keresztül érték el munkahelyüket. A legújabb időkben készült el a nagysebességű forgalom számára az új Peking Déli pályaudvar a nagysebességű sanghaji és tiencsieni vonatok, továbbá egy részpályaudvarral a konvencionális vonatok számára.
Sok más városban is létesültek és épülnek korszerű új, nagy pályaudvarok. A pályaudvarok azokra a nagy utastömegekre vannak méretezve, akik a nagy kapacitású vonatokról szállnak le. Így alapvetően a vágányok fölött van az átszállási sík, nagy várótermekkel. Az érkező utasokat külön szinten, aluljárókon vezetik el. Az új vonatok beszállószintje és az állomások peronmagassága egymáshoz illeszkedik, így biztosított, hogy a vonatokba a peronról lépcső nélkül lehessen beszállni.

### A nagysebességű vonatok
Kína különböző országokból vásárolt nagysebességű vonatokat és a vásárlást Joint Ventures-sel kötötte össze. A szerződésben megállapodott arról, hogy a vonatszállítások első példányait mindenkor a szállító gyárában külföldön építik meg, de a sorozatgyártás már a kínai műhelyekben történik. Kínában 2011 végén több mint 400 nagysebességű vonat volt üzemben. A vonatok száma hetente gyarapodik, és már arra készülnek, hogy vonatokat külföldre is exportáljanak.
A kínai vonatoknak valamivel szélesebb profiljuk (szerkesztési szelvényük) van, mint Németországban – akárcsak a japán sinkanszen. Ezáltal a másodosztályú kocsiban egy sorban 5 ülést, az 1. osztályú kocsiban pedig 4 ülést lehet egymás mellett elhelyezni. Egy nyolc kocsis vonat egy kis bisztróval így több mint 620 ülőhelyes lesz. Két vonategység összekapcsolásával már több mint 1200 lesz a vonat ülőhely-kapacitása. A nagy terhelés miatt a helybiztosítás kötelező. Külön kell említeni a CRH3-at, melyet a német ICE 3-ból fejlesztettek ki és Kínában 350 km/h sebességgel közlekedik. A még gyorsabb vonatok kifejlesztése tovább folytatódik. Eközben a Kínaiak új nagysebességű CRH380A vonatukkal egy kísérlet során 486 km/h sebességet értek el. A CRH program gyakorlatilag a nagy vasúti gyártók kínai pályán való versenyeztetése: a CRH1-et (250 km/h) a Bombardier Regina, a CRH2-t (380 km/h) a japán Sinkanszen, a CRH3-at (Siemens Velaro-CH) (380 km/ h) a Siemens Transportation Systems, a CRH5-öt (350 km/h) az Alstom fejleszti.

## Utasszámok
A Kínai Vasútnál a nagysebességű vasutat választók utasszáma a nagysebességű motorvonat-szerelvények által szállított utasok számát jelenti, bár ez a szám tartalmazza a nagysebesség alatti szolgáltatást nyújtó szerelvények utasait is. 2007-ben a "Gyorsulási kampány" hatodik fordulójában korszerűsített hagyományos pályán közlekedő CRH-szerelvények 61 millió utast szállítottak, mielőtt 2008 augusztusában megnyílt az ország első nagysebességű vasútvonala, a Peking-Tiencsin intercity vasútvonal.
2018-ban a Kínai Vasút 3970,5 pár személyvonatot közlekedtetett, ebből 2775 párat villamos motorvonatokkal. 2018-ban a Kínai Vasút által szállított 3,313 milliárd utasútból 2,001 milliárd utat villamos motorvonat-szerelvényekkel bonyolítottak le. Ez az utasszám tartalmazza bizonyos D- és C-osztályú vonatok utasforgalmát, amelyek technikailag nem tartoznak a nagysebességű vasút definíciójába Kínában, valamint a hagyományos pályán közlekedő útvonalakat kiszolgáló szerelvények utasforgalmát, illetve a nagysebességű és a hagyományos pályát kombináló útvonalakat. Mindazonáltal minden mérés szerint a nagysebességű vasút utasforgalma Kínában gyorsan nőtt a nagysebességű vasúti hálózat és a nagysebességű szolgáltatás 2008 óta történő bővítésével.
Japán és Franciaország után Kína a harmadik olyan ország, ahol összesen egymilliárd nagysebességű vasúti utas van. 2018-ban a vonatszerelvények éves utasforgalma, amely magában foglalja a hivatalosan meghatározott nagysebességű vasúti szolgáltatást, valamint bizonyos, a nagysebesség alatti szolgáltatási útvonalakat, az összes regionális vasúti utazás mintegy kétharmadát tette ki Kínában (a városi vonatokat nem számítva). 2018 végére a nagysebességű vonatok által szállított kumulatív utasok száma a jelentések szerint meghaladta a 9 milliárdot.

## Rekordok
Kína több rekordot is a magáénak tudhat:
- Itt közlekedik a világ egyetlen közforgalmú Maglev vonata, a Sanghaj maglev vasút,
- Itt közlekedik a világ leggyorsabb vonata a Vuhan–Kanton nagysebességű vasútvonalon 360 km/h sebességgel,
- Itt lett elsőnek éjszakai nagysebességű közlekedés hálókocsikkal,
- Itt épült a világ leghosszabb egyben átadott nagysebességű vasútvonala, a Peking–Sanghaj nagysebességű vasútvonal
- Itt lesz a világ legnagyobb nagysebességű vasúthálózata,
- II közlekedik a világ leggyorsabb, hagyományos, átalakítás nélküli motorvonata, a CRH380A[22]
- Itt található a legmagasabban fekvő nagysebességű vasútvonal

Az ország több technológiát is megvásárolt: a német Siemenstől az ICE technológiát, a japánoktól a Sinkanszen technológiát. Az új vonalakra a járműveket már Kínában fogják gyártani.

## Hálózat

Nagysebességű vasútvonalak Kínában 2022 februárjában

Jelenleg Kína rendelkezik a leghosszabb nagysebességű hálózattal, mely még napjainkban is folyamatosan bővül. A hálózat hossza 48 000. Néhány kivételtől (pl. Lhásza vagy Haikou) eltekintve az összes tartományi fővárost nagysebességű vasút köti össze Pekinggel, az utazási idő pedig az összes tartomány fővárosából Pekingbe kevesebb, mint 8 óra. 2012 végére 110 000 kilométerre nőtt az ország vasúthálózata, melyből 13 000 kilométer volt nagysebességű vonal. A már üzembehelyezett 9 676 kilométernyi vonalon 250–350 km/h-val közlekednek a vonatok, további 2 876 kilométeren pedig 200–250 km/h-val. 2020-ra Kína 120 000 kilométeresre bővítette vasúthálózatát, melyből 50 000 kilométer csak a nagysebességű szerelvények közlekedését szolgálja.
A nagysebességű hálózatot tizenegy, több száz km hosszú PDL (Passenger dedicated line) alkotja majd: négy északkeleti irányú, négy délnyugati irányú és további három. Minden egyes PDL több nagysebességű vonalszakaszra van felosztva. Ezeket a szakaszokat folyamatosan adják át.

### Észak-déli irányúak
- Peking–Harbin nagysebességű vasútvonal
- Peking–Sanghaj nagysebességű vasútvonal
- Peking–Kanton nagysebességű vasútvonal
- Hangcsou–Fucsou–Sencsen nagysebességű vasútvonal

### Kelet-Nyugati irányúak
- Sanghaj–Vuhan–Csengtu nagysebességű vasútvonal
- Csingtao–Tajjüan nagysebességű vasútvonal
- Hszücsou–Lancsou nagysebességű vasútvonal
- Sanghaj–Kunming nagysebességű vasútvonal

### Egyéb vonalak
- Lancsou–Ürümcsi nagysebességű vasútvonal
- Hofej–Fucsou nagysebességű vasútvonal
- Csengdu–Kanton nagysebességű vasútvonal

## Kína nagysebességű vonatai
| Típus         | Maximális sebesség a tesztek alatt | Menetrend szerinti sebesség | Ülőhelyek száma       | Forma | Teljesítmény (25 kV) | Forgalomba állás |
| ------------- | ---------------------------------- | --------------------------- | --------------------- | ----- | -------------------- | ---------------- |
| CRH1A         | 278 km/h                           | 250                         | 668 vagy 611 vagy 645 | 5M3T  | 5300 kW              | 2007             |
| CRH1B         | 292 km/h                           | 250                         | 1299                  | 10M6T | 11000 kW             | 2009             |
| CRH1E         |                                    | 250                         | 618 vagy 642          | 10M6T | 11000 kW             | 2009             |
| CRH2A         | 282 km/h                           | 250                         | 610 vagy 588          | 4M4T  | 4800 kW              | 2007             |
| CRH2B         | 275 km/h                           | 250                         | 1230                  | 8M8T  | 9600 kW              | 2008             |
| CRH2C Stage 1 | 394,2 km/h                         | 300                         | 610                   | 6M2T  | 7200 kW              | 2008             |
| CRH2C Stage 2 |                                    | 350                         | 610                   | 6M2T  | 8760 kW              | 2010             |
| CRH2E         |                                    | 250                         | 630                   | 8M8T  | 9600 kW              | 2008             |
| CRH3C         | 394,3 km/h                         | 350                         | 600 vagy 556          | 4M4T  | 8800 kW              | 2008             |
| CRH5A         |                                    | 250                         | 622 vagy 586 vagy 570 | 5M3T  | 5500 kW              | 2007             |
| CRH380A       | km/h                               | 380                         | 494                   | 6M2T  | 9600 kW              | 2010             |
| CRH380AL      | 486,1 km/h                         | 380                         | 1027                  | 14M2T | 20440 kW             | 2010             |
| CRH380B       |                                    | 380                         | ismeretlen            | 4M4T  | 9200 kW              | 2011 (terv)      |
| CRH380BL      | 487,3 km/h                         | 380                         | 1004                  | 8M8T  | 18400 kW             | 2010 (terv)      |
| CRH380CL      |                                    | 380                         |                       | 8M8T  |                      | 2012 (terv)      |
| CRH380D       |                                    | 380                         | 664                   | 5M3T  | 10000 kW             | 2012 (terv)      |
| CRH380DL      |                                    | 380                         | 1336                  | 10M6T | 20000 kW             | 2012 (terv)      |
| CRH6          |                                    | 220                         | 586                   | 4M4T  | ismeretlen           | 2011 (terv)      |

A következő táblázatban az adatok forrása a Sinolink Securities, melyen néhány kisebb pontosítás történt az azóta történt változások miatt.
| Típus                      | 2006 | 2007 | 2008 | 2009 | 2010 (tervezett) | 2011 (tervezett) | Jövő (tervezett) | Összesen |
| CRH1A                      | 8    | 18   | 12   | 2    | 20               | 20               |                  | 80       |
| CRH2A                      | 19   | 41   |      |      | 15               | 5                |                  | 80       |
| CRH5A                      |      | 27   | 29   | 4    | 30               | 20               |                  | 110      |
| CRH1B                      |      |      | 4    | 9    | 7                |                  |                  | 20       |
| CRH1E                      |      |      |      | 3    | 8                | 9                |                  | 20       |
| CRH2B                      |      |      | 10   |      |                  |                  |                  | 10       |
| CRH2E                      |      |      | 6    | 14   |                  |                  |                  | 20       |
| CRH2C                      |      |      | 10   | 20   | 30               |                  |                  | 60       |
| CRH3C                      |      |      | 7    | 36   | 37               |                  |                  | 80       |
| CRH380A                    |      |      |      |      | 40               |                  |                  | 40       |
| CRH380AL                   |      |      |      |      | 6                | 94               |                  | 100      |
| CRH380B                    |      |      |      |      |                  | 20               | 20[A]            | 40       |
| CRH380BL                   |      |      |      |      | 11               | 49               | 55[A]            | 115      |
| CRH380CL                   |      |      |      |      |                  |                  | 25[A]            | 25       |
| CRH380D                    |      |      |      |      |                  |                  | 20[B]            | 20       |
| CRH380DL                   |      |      |      |      |                  |                  | 60[B]            | 60       |
| CRH6                       |      |      |      |      |                  | 24               |                  | 24       |
| Összesen                   | 27   | 86   | 78   | 88   | 204              | 241              | 180              | 904      |
| Az előző éviekkel összesen | 27   | 113  | 191  | 279  | 483              | 724              | 904              | 904      |

- ↑ A:  Az összes CRH380B és CRH380C egység 2012 előtt lesz szállítva.
- ↑ B:  Az összes CRH380D egység 2014 előtt lesz szállítva.

### A nagysebességű motorvonatok beszerzése
| Dátum                | Gyártó                 | Maximális sebesség | Típus           | Mennyiség (szet) | Mennyiség (kocsi) | Ár                         |
| 2004. október 10.    | Alstom                 | 250 km/h           | CRH5A           | 3                | 24                | 620 millió euró            |
| 2004. október 10.    | CNR Changchun          | 250 km/h           | CRH5A           | 57               | 456               | 620 millió euró            |
| 2004. október 12.    | BST (Bombardier & CSR) | 250 km/h           | CRH1A           | 20               | 160               | 350 millió Amerikai dollár |
| 2004. október 20.    | Kawasaki               | 250 km/h           | CRH2A           | 3                | 24                | 9 300 millió renminbi      |
| 2004. október 20.    | CSR Sifang             | 250 km/h           | CRH2A           | 57               | 456               | 9 300 millió renminbi      |
| 2005. május 30.      | BST                    | 250 km/h           | CRH1A           | 20               | 160               | 350 millió amerikai dollár |
| 2005. június         | CSR Sifang             | 300 km/h           | CRH2C Stage one | 30               | 240               | 8 200 millió renminbi      |
| 2005. június         | CSR Sifang             | 350 km/h           | CRH2C Stage two | 30               | 240               | 8 200 millió renminbi      |
| 2005. november 20.   | Siemens                | 350 km/h           | CRH3C           | 3                | 24                | 13 000 millió renminbi     |
| 2005. november 20.   | CNR Tangshan           | 350 km/h           | CRH3C           | 57               | 456               | 13 000 millió renminbi     |
| 2007. október 31.    | BST                    | 250 km/h           | CRH1B           | 20               | 320               | 1 000 millió euró          |
| 2007. október 31.    | BST                    | 250 km/h           | CRH1E           | 20               | 320               | 1 000 millió euró          |
| 2007. november       | CSR Sifang             | 250 km/h           | CRH2B           | 10               | 160               | 1 200 millió renminbi      |
| 2007. november       | CSR Sifang             | 250 km/h           | CRH2E           | 6                | 96                | 900 millió renminbi        |
| 2008. december 6.    | CSR Sifang             | 250 km/h           | CRH2E           | 14               | 224               | 2 100 millió renminbi      |
| 2009. szeptember 23. | CNR Changchun          | 250 km/h           | CRH5A           | 30               | 240               | 4 800 millió renminbi      |
| 2009. március 16.    | CNR Tangshan           | 380 km/h           | CRH380BL        | 70               | 1,120             | 39 200 millió renminbi     |
| 2009. március 16.    | CNR Changchun          | 380 km/h           | CRH380BL        | 30               | 480               | 39 200 millió renminbi     |
| 2009. szeptember 28. | CSR Sifang             | 380 km/h           | CRH380A         | 40               | 320               | 45 000 millió renminbi     |
| 2009. szeptember 28. | CSR Sifang             | 380 km/h           | CRH380AL        | 100              | 1,600             | 45 000 millió renminbi     |
| 2009. szeptember 28. | BST                    | 380 km/h           | CRH380D         | 20               | 160               | 27 400 millió renminbi     |
| 2009. szeptember 28. | BST                    | 380 km/h           | CRH380DL        | 60               | 960               | 27 400 millió renminbi     |
| 2009. szeptember 28. | CNR Changchun          | 380 km/h           | CRH380B         | 40               | 320               | 23 520 millió renminbi     |
| 2009. szeptember 28. | CNR Changchun          | 380 km/h           | CRH380BL        | 15               | 240               | 23 520 millió renminbi     |
| 2009. szeptember 28. | CNR Changchun          | 380 km/h           | CRH380CL        | 25               | 400               | 23 520 millió renminbi     |
| 2009. szeptember 28. | CNR Tangshan           | 350 km/h           | CRH3C           | 20               | 160               | 3 920 millió renminbi      |
| 2009. december 30.   | CSR Puzhen             | 220 km/h           | CRH6            | 24               | 192               | 2 346 millió renminbi      |
| 2010. július 16.     | BST                    | 250 km/h           | CRH1A           | 40               | 320               | 5 200 millió renminbi      |
| 2010. szeptember 14. | CSR Sifang             | 250 km/h           | CRH2A           | 40               | 320               | 3 400 millió renminbi      |
| 2010. október 13.    | CNR Changchun          | 250 km/h           | CRH5A           | 20               | 160               | 2 700 millió renminbi      |
| 2011. április 26.    | CNR Changchun          | 250 km/h           | CRH5A           | 30               | 240               | 3 870 millió renminbi      |
| Összesen             |                        |                    |                 | 954              | 10,352            |                            |

## Balesetek
A kínai nagysebességű vasúthálózaton eddig mindössze egyetlen halálos áldozatokkal is járó baleset volt, a 2011-es vencsoui vonatbaleset. 40 ember meghalt, 192 pedig megsérült, mikor a biztosítóberendezés hibája miatt kettő vonat összeütközött Vencsou közelében. A baleset következményeként a kínai állami gépgyár visszahívott 54 motorvonatot a Peking–Sanghaj nagysebességű vasútvonalról. A China CNR Corp. egy nappal azután jelentette be a döntést, hogy a pekingi kormányzat közölte, felfüggeszti az új nagysebességű vasúti szakaszok kiépítését, mert súlyos biztonsági kockázatok merültek fel. A China Corp 54 darab CRH380BL szerelvényt hív vissza biztonsági okok miatt - hangzott a cég közleménye, amely szerint a visszahívásokkal a vonatok minőségét kívánják javítani.